# Moonshine River
«Moonshine River» (укр. «Їй-богу, дурниця») — прем'єрна серія двадцять четвертого сезону мультсеріалу «Сімпсони», прем'єра якої відбулась 30 вересня 2012 року у США на телеканалі «Fox».
Серія присвячена пам'яті співака Енді Вільямса, який помер за п'ять днів до того у віці 84 років.

## Сюжет
Одночасне проведення Спрінґфілдського Гран-прі та фінал велоперегонів «Тур де Спрінґфілд» стає небезпечним, коли гоночні машини та велосипедисти стикаються між собою. Під час балу гонщиків, Барт спостерігає, як Ліса танцює з Мілгаусом, і висміює пару. Тоді Ліса зауважує, що у брата ніколи не було серйозних стосунків, довших тижня. Барт розуміє, що сестра має рацію. Хлопчик відвідує своїх колишніх подруг, щоб побачити, чи вони все ще кохають його, але кожна з них відкидає його.
Зрештою, у Барта залишається один варіант: Мері Спаклер, дочка Клітуса Спаклера. Вони з Мілгаусом відвідують будинок Спаклерів, але Клітус повідомляє їм, що Мері втекла і він не знає, де вона. Однак, брат Мері, Даб'я, каже Барту, що сестра втекла до Нью-Йорка і дає її адресу.
Удома Барт просить Гомера та Мардж поїхати до Нью-Йорка. Спочатку вони відмовляються, пам'ятаючи, попередню поїздку до Нью-Йорка. Однак, знайшовши додаткові кошти, Гомер передумовує.
Прибувши до Нью-Йорка, сім'я розділюється: Мардж з Меґґі і Лісою йдуть на екскурсію містом, а Барт і Гомер розшукують Мері. Знайшовши її, Барт дізнається, що Мері працює сценаристкою і бере участь в шоу «Saturday Night Live». Однак, дівчина не задоволена своїм новим життям. Після музичного номеру Мері та Барт усвідомлюють, що справді кохають одне одного. Однак, перед їхнім поцілунком, приїжджає Клітус, щоб забрати Мері додому, у Спрінґфілд…
Тим часом жінки Сімпсонів спочатку вирішують піти на бродвейське шоу, але відмовляються, бо можуть собі дозволити лише найгірші місця. Врешті решт, вони відвідують безкоштовний показ вистави Шекспіра «Ромео і Джульєта» у парку. На початку шоу менеджер оголошує, що показ вистави скасовано, оскільки актори, що зображують сім'ї Монтеккі і Капулетті, через сварки покинули постановку. Розлючена черговим розчаруванням, Ліса залучає глядачів взяти на себе ролі. Вони відіграють виконують п'єсу, але приїжджає поліція і припиняє самодіяльність.
На залізничному вокзалі, Мері з Бартом користуються тим, що Клітус, щоб втекти до іншого поїзда, що відходить. Дівчина каже Барту, що у нього ще будуть дівчата, цілує його і вирушає на поїзді. Коли Клітус і решта Сімпсонів підходять, Спаклер вимагає сказати, куди попрямувала Мері, але Барт відмовляється її видавати. Клітус визнає, що повинен відпустити свою дочку. Під час поїздки назад до Спрінґфілда Клітус втішає засмученого Барта, який плаче, даючи йому фотографію кількох своїх дітей, включно з Мері.
У сцені перед титрами Сімпсони оголошують конкурс для фанатів запропонувати власну диванну заставку. Сцену-переможицю буде анімовано і втілено в шоу.

## Виробництво
В інтерв'ю виданню «Entertainment Weekly» на запитання, чому одразу всі минулі кохання Барта повернулися у цьому епізоді, його сценарист, Тім Лонг, пояснив:
|  | Ми подумали, що може бути цікаво позичити / вшанувати / викрасти ідею у [фільму 2000 року] «High Fidelity» (укр. «Фанатик») і запропонувати йому [Барту] вирушити у романтичну подорож і відвідати дівчат, з якими він зустрічався, і спробувати зрозуміти, як, на біса, він зіпсував справи з кожною… Я не хочу розкривати занадто багато, але він зрозуміє, що, можливо, з ним все-таки щось не так. |

Також Лонг іронізував: «Будь-яка подібність між цією серією та „Сніданком у Тіффані“ є абсолютно випадковою».
У промо-відео до епізода під час музичного номеру Мері з'являвся баскетболіст Джеремі Лін з команди «Нью-Йорк Нікс». Однак, його замінив гравець «Нью-Йорк Янкіз», ймовірно тому, що Лін перейшов до клубу «Х'юстон Рокетс» до виходу серії в етер.

## Цікаві факти і культурні відсилання
- Назва епізоду є відсиланням до пісні Енді Вільямса «Moon River», яка також звучить у кінцевих титрах серії. Цікаво, що серія присвячена пам'яті співака, який помер за кілька днів до виходу серії в етер.
  - Пісня «Moon River» також звучала у фільмі «Сніданок у Тіффані», відсилання до якого є у серії[1].
- Епізод є продовженням низки серій, в яких Барт знаходить подруг[1]. Барт навідується до:
  - Джессіки Лавджой — з епізоду 6 сезону «Bart's Girlfriend»;
  - Джини — з епізоду 15 сезону «The Wandering Juvie»;
  - Дарсі — з епізоду 18 сезону «Little Big Girl»;
  - Дженні — з епізоду 20 сезону «The Good, the Sad, and the Drugly»;
  - Ніккі — з епізоду 21 сезону «Stealing First Base»;
  - Мері Спаклер — з епізоду 19 сезону «Apocalypse Cow».
- Ця серія включає найбільшу кількість запрошених зірок в одній серії «Сімпсонів» — 11.
- В українському дубляжі у цьому епізоді дочка Клітуса — головна героїня — називається Мері. У серії «Apocalypse Cow» її ім'я було змінено для локалізації гри слів: «Ми всігда знали, що на Жені хтось жениться. Того і назвали її „Женьою“» (англ. «We always figured someday Mary would marry. That's why we called her "Mary"»).
- Епізод вийшов через п'ятнадцять років після прем'єри 9 сезону «The City of New York vs. Homer Simpson», присвяченій першій подорожі Сімпсонів до Нью-Йорка.
  - Гомер намагається пригадати, що ж тоді сталось, однак він уявляє чорно-білу сцену у стилі фільму «Солодкий запах успіху», на що зауважує Мардж.
  - У Нью-Йорку Гомер знову зустрічає продавця «Khlav Kalash» (укр. «Хлав Халаш»), який збільшився з возика з їжею до великого бренду.
- Сцена на дивані є продовженням короткометражки «The Longest Daycare» (укр. «Найдовший день Меґґі»), що вийшла у липні 2012 року.
- У серії є побічне відсилання до теракту 11 вересня 2001 року. Вмовляючи Гомера поїхати, Барт каже: «Ти ж любиш Нью-Йорк? До того ж, там нема двох найменш улюблених [Гомеру] місць…» і після короткої павзи додає «Пенсильванського вокзалу [модернізований у 1990 роках] і стадіону Ші [демонтований у 2009 році]» (англ. «[You] would love New York, now that [his] two least favorite buildings have been obliterated: Old Penn Station and Shea Stadium»). Під час теракту були зруйновані Вежі-Близнюки, з якими Гомер в епізоді «The City of New York vs. Homer Simpson» (що вийшов за 4 роки до теракту) мав неприємний досвід.
  - В українському дубляжі павзи немає, а фразу «двох найменш улюблених місць…» пропущено у процесі перекладу.
- На момент виходу серії радіоведучий Дон Пардо став найстаршою запрошеною зіркою «Сімпсонів» (94 роки).

## Ставлення критиків і глядачів
Під час прем'єри серію переглянули 8,08 млн осіб (стільки ж, скільки і прем'єру попереднього сезону) з рейтингом 3.8, що зробило її найпопулярнішим шоу на каналі «Fox» тієї ночі.
Роберт Девід Салліван з «The A.V. Club» дав серії оцінку C- сказавши, що серія не відповідає жодному з критеріїв, щоб вважатись дивовижною: немає зв'язної історії, епізод неефективно використовує місто Спрінґфілд, і серія не пропонує розумний погляд на поточні культурні чи політичні примхи. Однак, він похвалив сцену на дивані епізоду, назвавши її «милою».
Тереза Лопес з «TV Fanatic» дала серії три з п'яти зірок, сказавши:
|  | На жаль, серія не була чудовим початком 24 сезону. Незважаючи на те, що ситком нарешті повернувся до Нью-Йорка, є мало того, щоб втішити, і ще менше, щоб розважити нас… У прем'єрі [сезону] немає нічого дуже оригінального, крім спроби Мардж та Ліси насолодитися містом з дуже обмеженим бюджетом. Їхня нездатність виконувати найрудиментальніші завдання (наприклад, їздити на метро) через непомірні витрати на життя, була досить чітким коментарем до екстравагантності Великого яблука. Однак, навіть це було досить безрадісною витівкою. |

Згідно з голосуванням на сайті The NoHomers Club більшість фанатів оцінили серію на 3/5 із середньою оцінкою 2,37/5.